# Max Otto Bruker
Max Otto Bruker (Reutlingen, 16 de noviembre de 1909-Lahnstein, 6 de enero de 2001) fue un autor, médico y político alemán, impulsor de la nutrición con comestibles integrales, a cuya causa enfocó gran dedicación (alimentos integrales ricos en nutrientes).

## Semblanza
Bruker fue el tercer y último hijo de Max Bruker y Berta Buck. En 1913, la familia se trasladó a Neuenstadt am Kocher, donde, en 1915, Otto asistió a la  Lateinschule (Escuela de latinidad), en la cual su padre enseñaba como preceptor. En 1920, la familia se mudó a Esslingen am Neckar, donde Bruker, en 1927, cambió de ramo profesional: hasta 1932 estudió Medicina, dos semestres en Tubinga, luego en Múnich y Berlín y, de nuevo, los dos semestres finales en Tubinga.
Gran influencia instruccional ejerció en él August Bier. Desde 1927 fue miembro de la Fraternidad Normanda de Tubinga. También fue miembro de la Sturmabteilung, organización paramilitar del Partido Nacional Socialista Obrero Alemán y candidato a la Nationalsozialistischen Deutschen Ärztebundes (NSDÄB) (Asociación de Médicos Alemanes Nacionalsocialistas).
En 1932 finalizó sus estudios, al someterse al examen estatal, y emprendió su práctica en el Pathologischen Institut de la Universidad de Tubinga, con Albert Dietrich. Posteriormente trabajó en el hospital Städtischen Krankenhaus de Esslingen am Neckar. En junio de 1934, en Tubinga, lo promovió el oftalmólogo Wolfgang Stock. El tema de su disertación fue: Ein Fall von metastatischem Karzinom der Iris, des Corpus ciliare und der Chorioidea von latentem Primärtumor (Un caso de carcinoma metastático del iris, del corpus ciliar y de la coroides de tumor primario latente).
Tuvo cortas estancias en el Evangelischen Krankenhaus de Schwerte y en el Homöopathischen Krankenhaus Dr. Steigele, de Stuttgart. En 1936 fungió como Médico Asistente en la Homöopathisch-Biologische Klinik de la clínica Krankenanstalt Bremen. En 1938 ya era médico consultor en Bremen. El 26 de junio desposó a Irmgard Engelage, enfermera, a quien conoció en el Krankenanstalt Bremen. Procrearon cuatro hijos. Durante la Segunda Guerra Mundial, sirvió en la Whermacht (Fuerza de Defensa), inicialmente en Bremen, en 1939, luego en París (1940), y después en Laponia y en Noruega (1941 a 1944).
En 1945 finalizó su servicio, con el grado de Capitán médico (Stabsarzt). Tras una breve cautividad como prisionero de guerra en Bergen, Noruega, se trasladó de Bremen a Lemgo, donde, de 1946 a 1974, residió como médico general, y desde 1949 como médico facultativo dirigió la «Fundación Eben-Ezer (Stiftung Eben-Ezer) para la Imbecilidad y la Epilepsia». Ahí, según los principios de Werner Kollath, implantó la dieta a base de alimentos integrales.
Desde 1958, Bruker fue un activo divulgador sobre todo de la advertencia acerca del consumo de azúcar refinado. Especialmente, en los años '60 intensificó relaciones con numerosas organizaciones naturistas y de medicina alternativa.
De 1974 a 1977, Bruker jefaturó el Departamento de Psicosomatismo de la sucursal Burggraben de Median Kliniken en Bad Salzuflen. De 1977 a 1991 fue director Médico de la Klinik Lahnhöhe en Lahnstein.
En «los '80», investigó la propagación del cáncer causada por la fusión del reactor nuclear de Chernóbil. A partir de 1990 fue «Profesor Honorario» de la Facultad de Medicina de la Universidad de Kiev, con la asignatura Daños por radiación atómica. Ya avanzado su octavo decenio (octogenario), impartió su cátedra en alemán y en inglés, con traducción simultánea al ruso.
Durante 20 años, en el Centro de Salud de Lahnhöhe Consejo Médico Sinóptico, Bruker atendió una charla mensual, de acceso libre. Falleció a los 91 años, antes de haber cumplido un año de haber pasado a retiro.
El tiraje total de sus libros supera los cuatro millones.

## Acerca de la nutrición
Bruker estuvo en la tradición del principio de la crítica sociocultural de la naturopatía. Se le conoció sobre todo por su denuedo en la difusión de la alimentación integral. Al respecto, escribió numerosos libros, emitió conferencias y fundó la Gesellschaft für Gesundheitsberatung (GGB), o «Sociedad para Consejos de Salud». Sus argumentos acerca de la nutrición eran opuestos a las enseñanzas establecidas tanto en Medicina como de la alimentación.